# Brian Duffy
Brian Duffy, född 20 juni 1953 i Boston, är en amerikansk astronaut uttagen i astronautgrupp 11 den 4 juni 1985.

## Rymdfärder
- STS-45
- STS-57
- STS-72
- STS-92